# Bridgefield Playing Field
Bridgefield Playing Field – mały stadion piłkarski znajdujący się w Bridgefield, w parafii Saint Thomas na Barbadosie. Posiada nawierzchnię trawiastą. Może pomieścić 1000 osób.